# 산평초등학교
산평초등학교는 대한민국 경기도 안성시에 있는 공립 초등학교이다.

## 학교 연혁
- 1963. 09. 01 서운국민학교 산평분교장 설립 인가
- 1964. 03. 02 산평국민학교로 승격
- 1983. 02. 03 병설유치원 설립 인가(1학급)
- 1996. 03. 01 산평초등학교로 개명

## 참고 자료
- 산평초등학교 - 한국교육학술정보원 학교알리미